# زرنج
زَرَنْج (عربی شدهٔ زَرَنگ) شهری در جنوب غربی افغانستان و مرکز ولایت نیمروز است. زرنج به‌مدت ۱۴۱ سال پایتخت صفاریان بود. زرنج یکی از شهرهای بزرگ در افغانستان است که مطابق سال ۲۰۱۵، حدود ۱۶۰۹۰۲ نفر جمعیت دارد. زرنج گذرگاه مرزی مهمی بین افغانستان و ایران به‌شمار می‌رود که در مسیر تجارت بین آسیای میانه و آسیای جنوبی با خاورمیانه از اهمیت قابل توجهی برخوردار است.

## پیشینه
گفته می‌شود که زرنگ را گرشاسپ بنا کرده‌است. آن را زره نیز می‌نامیدند. در قدیم «زرنکه» (درنژینه) بعدها «سکستنه» سجستان، سیستان شده معرب آن زرنج است.
نام قدیم آن (سیستان) زرنگ بود پس از مهاجرت سکاها در زمان فرهاد دوم اشکانی (۱۳۶ – ۱۲۸ ق. م) و اردوان دوم (۲۵۰۰ ق. م) به طرف جنوب گروهی از آنان در زرنگ مستقر شدند. از این زمان زرنگ بنام آنان سکستان خوانده شد.
بعد از اسلام، حاکم بصره سرداری به نام عبدالرحمن بن سمرة را مأمور حمله به سیستان کرد و او زرنج را در حصار گرفت و تسخیر کرد.
ارتش‌های عرب که پرچم اسلام را حمل می‌کردند، از سوی غرب برای شکست ساسانیان در ۶۴۲ پس از میلاد آمدند و پس از آن با اطمینان به سوی شرق رهسپار شدند. در حاشیه غربی منطقه افغانستان شاهزادگان هرات و سیستان حکومت را به اعراب واگذار کردند، اما در شرق، در کوه‌ها و در شهرهایی که فقط شورشی در آن‌ها برگزار شده بود، پس از ترک ارتش اعراب، به عقاید پیشین خود بازگشتند. خشونت و آزمندی اعراب باعث تولید چنین ناآرامی شد، با این حال هنگامی که قدرت پایانی خلافت آشکار شد، حاکمان بومی یک بار دیگر، خود را مستقل کردند. در این میان، صفاریان از سیستان در منطقه افغانستان کمی درخشیدند. بنیانگذار متعصب این سلسله، شاگردی از یک مسگر یعقوب بن لیث صفاری، از پایتخت خود از زرنج در ۸۷۰ میلادی بیرون آمده و با نام اسلام به سوی شهرهای بست، قندهار، غزنی، کابل، بامیان، بلخ و هرات تاخت و تاز کرد.
—نانسی هچ داپری، ۱۹۷۱
ابن حوقل جغرافیدان مسلمان قرن چهارم هجری قمری در زمان مشاهداتش از سیستان شهر زرنج را با حصار مستحکم، بازارهای آباد و دارالاماره‌های بزرگ دوران صفاریان توصیف می‌کند.
در سال ۲۰۲۰ هفت هزار مورد خشونت علیه زنان در زرنج ثبت شد که این رقم رکورد را شکسته است.
زرنگ پایتخت صفاریان بود. در محل زرنگ باستانی اکنون روستای کوچکی به نام «نادعلی» قرار دارد. در نزدیکی آن روستا، تل بزرگی است و بر فراز آن تل، هنوز آثار ویرانه‌های ارگ زرنگ و دژ و باروی آن دیده می‌شود. در سال ۲۰۰۷ باستانشناسان ایرانی از دولت افغانستان اجازه یافتند تا در محل نادعلی کاوش کنند.
زرنج در زمان پادشاهان ساسانی شهری بزرگ به‌شمار می‌آمد و از آن در ضمن اخبار فتوحات اولیه مسلمین در سال ۲۰ هجری مکرر یاد شده‌است. شهر بزرگ زرنج به دست امیر تیمور ویران شد. این شهر زمانی که به دست امیر تیمور ویران شد نام (شهر سیستان) را داشت.

## مردم
به گفته وزارت احیا و توسعه روستایی (MRRD) به همراه کمیساریای عالی پناهندگان سازمان ملل متحد و اداره مرکزی آمار (CSO) افغانستان، جمعیت زرنج در سال ۲۰۰۴ حدود ۴۹٬۸۵۱ نفر بوده‌است. اقوام به شرح زیر است: بلوچ ۴۴٪، پشتون ۳۴٪ و تاجیک ۲۲٪.
شهر زرنج ۱۶۰۹۰۲ نفر جمعیت دارد.
در زارات ۱۷۸۷۸ مسکن مسکونی و ۱۷۵۹ هکتار زمین کشاورزی وجود دارد. کاربری زمین تجاری در جاده اصلی ایران جمع شده‌است.

## جغرافیا
شهر زرنج مرکز ولایت نیمروز، شهری مرزی است و درست در جایی قرار گرفته که مرز مشترک ایران و افغانستان محسوب می‌گردد و همچنان نقطهٔ نهایی جریان هلمند یعنی جایی است که ریگستان‌های عظیم، هلمند را در خود می‌بلعد و در فصل‌های خشک آب هلمند حتی به این مناطق هم نمی‌رسد. مساحت ولایت نیمروز ۴۱٬۰۰۵ کیلومتر مربع می‌باشد.
زرنج دارای تابستانهای بسیار گرم و زمستانهای خنک است. میزان بارش آن بسیار کم است و بیشتر در زمستان رخ می‌دهد. دما در تابستان ممکن است به ۵۰ درجه سانتیگراد نیز برسد و کمترین دمای زرنج در زمستان −۱۳٫۲ درجه سانتیگراد است.میزان بارش ۵۰میلیمتر درسال در این شهر است
| داده‌های اقلیم زرنج      | داده‌های اقلیم زرنج | داده‌های اقلیم زرنج | داده‌های اقلیم زرنج | داده‌های اقلیم زرنج | داده‌های اقلیم زرنج | داده‌های اقلیم زرنج | داده‌های اقلیم زرنج | داده‌های اقلیم زرنج | داده‌های اقلیم زرنج | داده‌های اقلیم زرنج | داده‌های اقلیم زرنج | داده‌های اقلیم زرنج | داده‌های اقلیم زرنج |
| ماه                     | ژانویه             | فوریه              | مارس               | آوریل              | مه                 | ژوئن               | ژوئیه              | اوت                | سپتامبر            | اکتبر              | نوامبر             | دسامبر             | سال                |
| ----------------------- | ------------------ | ------------------ | ------------------ | ------------------ | ------------------ | ------------------ | ------------------ | ------------------ | ------------------ | ------------------ | ------------------ | ------------------ | ------------------ |
| سابقهٔ بیش‌ترین °C (°F)   | ۲۴٫۱ (۷۵)          | ۳۰٫۶ (۸۷)          | ۳۷٫۰ (۹۹)          | ۴۵٫۰ (۱۱۳)         | ۵۱٫۰ (۱۲۴)         | ۴۹٫۷ (۱۲۱)         | ۴۹٫۳ (۱۲۱)         | ۵۰٫۰ (۱۲۲)         | ۴۹٫۷ (۱۲۱)         | ۴۲٫۰ (۱۰۸)         | ۳۶٫۰ (۹۷)          | ۲۷٫۸ (۸۲)          | ۵۱ (۱۲۴)           |
| میانگین بیش‌ترین °C (°F) | ۱۴٫۳ (۵۸)          | ۱۸٫۷ (۶۶)          | ۲۵٫۰ (۷۷)          | ۳۲٫۶ (۹۱)          | ۳۷٫۳ (۹۹)          | ۴۲٫۸ (۱۰۹)         | ۴۲٫۵ (۱۰۹)         | ۴۱٫۳ (۱۰۶)         | ۳۷٫۰ (۹۹)          | ۳۱٫۲ (۸۸)          | ۲۳٫۱ (۷۴)          | ۱۷٫۷ (۶۴)          | ۳۰٫۲۹ (۸۶٫۷)       |
| میانگین روزانه °C (°F)  | ۶٫۵ (۴۴)           | ۱۰٫۰ (۵۰)          | ۱۵٫۷ (۶۰)          | ۲۳٫۳ (۷۴)          | ۲۹٫۱ (۸۴)          | ۳۳٫۴ (۹۲)          | ۳۵٫۰ (۹۵)          | ۳۲٫۳ (۹۰)          | ۲۷٫۲ (۸۱)          | ۲۱٫۹ (۷۱)          | ۱۳٫۱ (۵۶)          | ۸٫۷ (۴۸)           | ۲۱٫۳۵ (۷۰٫۴)       |
| میانگین کم‌ترین °C (°F)  | ۰٫۱ (۳۲)           | ۲٫۹ (۳۷)           | ۷٫۷ (۴۶)           | ۱۴٫۷ (۵۸)          | ۲۰٫۰ (۶۸)          | ۲۵٫۲ (۷۷)          | ۲۷٫۳ (۸۱)          | ۲۴٫۹ (۷۷)          | ۱۸٫۵ (۶۵)          | ۱۲٫۳ (۵۴)          | ۴٫۸ (۴۱)           | ۰٫۷ (۳۳)           | ۱۳٫۲۶ (۵۵٫۸)       |
| سابقهٔ کم‌ترین °C (°F)    | −۱۳٫۲ (۸)          | −۸٫۲ (۱۷)          | −۵٫۲ (۲۳)          | ۱٫۰ (۳۴)           | ۵٫۰ (۴۱)           | ۱۶٫۰ (۶۱)          | ۱۸٫۴ (۶۵)          | ۱۳٫۲ (۵۶)          | ۳٫۹ (۳۹)           | −۲٫۷ (۲۷)          | −۷٫۱ (۱۹)          | −۸٫۸ (۱۶)          | −۱۳٫۲ (۸)          |
| بارندگی میلی‌متر (اینچ)  | ۱۹٫۷ (۰٫۷۸)        | ۹٫۹ (۰٫۳۹)         | ۱۱٫۲ (۰٫۴۴)        | ۲٫۴ (۰٫۰۹)         | ۰٫۶ (۰٫۰۲)         | ۰٫۰ (۰)            | ۰٫۰ (۰)            | ۰٫۰ (۰)            | ۰٫۰ (۰)            | ۱٫۲ (۰٫۰۵)         | ۱٫۴ (۰٫۰۶)         | ۵٫۱ (۰٫۲)          | ۵۱٫۵ (۲٫۰۳)        |
| میانگین روزهای بارانی   | ۳                  | ۲                  | ۲                  | ۲                  | ۰                  | ۰                  | ۰                  | ۰                  | ۰                  | ۰                  | ۱                  | ۱                  | ۱۱                 |
| درصد رطوبت              | ۵۵                 | ۵۰                 | ۴۴                 | ۴۰                 | ۳۵                 | ۲۹                 | ۲۸                 | ۲۹                 | ۳۳                 | ۴۱                 | ۴۹                 | ۵۴                 | ۴۰٫۶               |
| منبع: NOAA (1969-1983)  |                    |                    |                    |                    |                    |                    |                    |                    |                    |                    |                    |                    |                    |

## ترابری
بزرگراه دلارام–زرنج، که به آن مسیر ۶۰۶ نیز گفته می‌شود، جاده‌ای دوبانده با ۲۱۷ کیلومتر طول است که توسط هند در افغانستان ساخته شده‌است. این بزرگراه دلارام در ولایت نیمروز را با زرنج (مرکز ولایت نیمروز) متصل می‌کند. مسیر ۶۰۶ زمان مسافرت بین دلارام و زرنج را از ۱۲ الی ۱۴ ساعت به ۲ ساعت کاهش می‌دهد. هند و ایران در ماه مه ۲۰۱۶ توافق‌نامه ای را برای اتصال این جاده به بندر چابهار به‌طور ریلی و جاده ای امضا کردند.

## صنایع دستی
از صنایع دستی تولیدی در این شهر به فرش بلوچی و سوزن دوزی بلوچی که توسط بلوچ های افغانستان عرضه می شود می توان نام برد.

## مشاهیر
- یعقوب بن لیث صفاری بیانگذار دودمان صفاریان در روستای قرنین در نزدیکی زرنج متولد شده .
- عمرو لیث دومین فرمانروای سلسله صفاریان در روستای قرنین نزدیک زرنج به دنیا آمد.
- لیث بن علی بن لیث، چهارمین امیر سلسله صفاریان در زرنج از سال ۹۰۹ تا ۹۱۰.
- المعدل بن علی، حاکم صفاریان زرنج در بخشی از سال ۹۱۱م.

## پی‌نوشت‌ها
1. ↑  "The State of Afghan Cities report 2015". Archived from the original on 2015-10-31.
2. ↑  باسورث، کلیفورد ادمونم (۱۳۹۰). «طاهریان و صفاریان».  در ریچارد نلسون فرای. تاریخ ایران کمبریج. ج. ۴. ترجمهٔ حسن انوشه. تهران: انتشارات امیرکبیر. شابک ۹۷۸-۹۶۴-۰۰-۰۳۰۲-۲.
3. ↑  ابن حوقل (١٣٦٣). صورة الارض:سفرنامه ابن حوقل. تهران: انتشارات امیر کبیر. ص. ۳۵۰-۳۵۴.
4. ↑  «ایران‌مانیا». بایگانی‌شده از اصلی در ۳۰ سپتامبر ۲۰۰۷. دریافت‌شده در ۲ مه ۲۰۰۸.
5. ↑  لسترینج، گای (۱۳۹۳). جغرافیای تاریخی سرزمین‌های خلافت شرقی. تهران: علمی و فرهنگی. ص. ۳۵۹. شابک ۹۷۸-۹۶۴-۴۴۵-۱۰۵-۸.
6. ↑  "Zaranj" (PDF). Ministry of Rural Rehabilitation and Development. April 2007. Archived from the original (PDF) on 6 March 2016. Retrieved 2011-01-21.
7. ↑  "The State of Afghan Cities Report 2015". Retrieved 20 October 2015.
8. ↑  "The State of Afghan Cities Report 2015". Retrieved 20 October 2015.
9. ↑  >http://nimroz.gov.af/fa/page/2665/geographical-location بایگانی‌شده  در ۱۲ ژانویه ۲۰۱۹ توسط Wayback Machine
10. ↑  Extreme Temperatures From Around the World
11. ↑  "Zaranj Climate Normals 1969-1983". National Oceanic and Atmospheric Administration. Retrieved December 26, 2012.
12. ↑  "India hands over strategic highway to Afghanistan". The Hindu. 2009-01-23. Archived from the original on 2009-02-03. Retrieved 2011-08-10.
13. ↑  "Baluchi rug". دانشنامه ایرانیکا.
14. ↑  "بازار فروش لباس خاص بلوچى در نيمروز رونق يافته است".